# ریزون استودیوز
ریزون استودیوز (انگلیسی: Reason Studios) شرکت فناوری اطلاعات سوئدی است، که در سال ۱۹۹۴ تأسیس شد.